# Condado de Zielona Góra
Condado de Zielona Góra (polaco: powiat zielonogórski) é um powiat (condado) da Polónia, na voivodia da Lubúsquia. A sede do condado é a cidade de Zielona Góra. Estende-se por uma área de 1.349,75 km², com 75 750 habitantes, segundo o censo de 2019, com uma densidade de 56 hab/km².

## Divisões admistrativas
O condado possui:
Comunas urbana-rurais: Babimost, Czerwieńsk, Kargowa, Nowogród Bobrzański, Sulechów
Comunas rurais: Bojadła, Świdnica, Trzebiechów, Zabór
Cidades: Babimost, Czerwieńsk, Kargowa, Nowogród Bobrzański, Sulechów

## Demografia
População (dados de 30 de Junho de 2005):
|          | Total   | Total | Mulheres | Mulheres | Homens  | Homens |
| -------- | ------- | ----- | -------- | -------- | ------- | ------ |
|          | pessoas | %     | pessoas  | %        | pessoas | %      |
| Total    | 89 099  | 100   | 45 221   | 50,8     | 43 878  | 49,2   |
| Cidades  | 34 954  | 100   | 18 008   | 51,5     | 16 946  | 48,5   |
| Povoados | 54 145  | 100   | 27 213   | 50,3     | 26 932  | 49,7   |